# Csehszlovák korona
A csehszlovák korona vagy koruna (csehül és szlovákul: koruna československá, időnként koruna česko-slovenská; „koruna” koronát jelent) volt az egykori Csehszlovákia történelme során használt három pénznem neve, melyek rendre 1919. április 10-étől 1939-ig, 1945. november 1-jétől 1953. május 31-éig és 1953. június 1-jétől 1993. február 7-éig voltak törvényes fizetőeszközei az államalakulatnak. Nagyon rövid ideig – 1939-ben és 1993-ban – volt a különálló Csehország és Szlovákia hivatalos pénzneme.
1993. február 8-án váltotta le a cseh korona és a szlovák korona. Utóbbit 2009-ben leváltotta az euró.
Az (utolsó) ISO 4217-kódja és rövidítése CSK, illetve Kčs volt. Egy korona 100 hellerre oszlott (csehül „h”-val, szlovákul „hal.”-lal rövidítették, cseh egyes szám: haléř, szlovák egyes szám: halier). A csehszlovák korona rövidítést a számérték után írták.
Történelmi szempontból az osztrák–magyar koronát váltotta.

## Története
A koronát (németül: Krone, angolul: crown) az Osztrák–Magyar Monarchiában mutatták be 1892. szeptember 11-én, az első modern aranyalapú valutaként. Csehszlovákia 1918-as különválása után sürgősen szükség volt egy új pénzügyi rendszer létrehozására, amely a többi újonnan bevezetett pénznemtől eltérően nem szenved inflációban. Ez a reform a következő évben, 1919. április 10-én játszódott le, létrehozva a csehszlovák koronát. Az első bankjegyek még ebben az évben forgalomba jöttek, azonban az érméket csak három évvel később, 1922-ben vették használatba.
A korona számos változtatáson esett át. Az egyik drasztikus reform 1953-ban játszódott le. Ebben az időben a Csehszlovák Kommunista Pártnak az országban található kettős piaccal kellett foglalkoznia: az állandó piac biztosítani tudja az alap élelmiszerellátást – elfelejtetve a háború alatti kvótarendszert –, míg a szabadpiacban a termékek ára nyolcszor magasabb, de a minőségük is sokkal jobb. Eldöntötték, hogy a pénzügyi reform 1953. június 1-jén lesz, és hogy az új bankjegyeket a Szovjetunióban gyártják majd. A változtatást nagyon gyorsan előkészítették, és titkos volt az utolsó pillanatig, azonban néhány információ kiszivárgott, pánikot keltve az emberek között. A reform előtti utolsó napon Csehszlovákia miniszterelnöke, Antonín Zápotocký rádióbeszédet tartott, amiben szigorúan elutasított minden lehetséges reformot, ezzel elcsendesítve a polgárokat. Tudta, hogy hazudik a nemzetnek. A következő napon az emberek (akik elég szerencsések voltak, és nem kerültek rá a „kapitalista személyek” listájára, egy becsmérlő kategóriára, amit a hírszerzés bizonyos emberek feketelistájaként használt) kicserélhették a pénzüket akár 300 új koronára (5 régi ért 1 új koronát). Minden biztosítási értékpapír, államkötvény és egyéb kereskedelmi papír elvesztette értékét. Rengeteg ember gazdasági helyzete romlott meg, ez látható abból is, hogy hány petíció és demonstráció történt az országban. A legnagyobb tüntetés Plzeňben volt, ahol 472 főt tartóztattak le.
1993-ban, a csehszlovák államszövetség felbomlásával együtt a csehszlovák korona is két különálló pénznemre vált szét: a szlovák koronára és a cseh koronára. A szlovák korona helyett 2009-ben bevezették az eurót.

## Bankjegyek

### 1970-1973-as sorozat
Az 1970-es években két bankjegyet hoztak forgalomba, a korábbi 25 koronás címlet helyett egy 20 koronás címletet, valamint egy 500 koronás címletet. Csehszlovákia felbomlása után a sorozat 500 koronás címletét cseh, vagy szlovák felülbélyegzéssel ellátva, átmenetileg cseh koronaként, illetve szlovák koronaként használták, még az új cseh és szlovák bankjegyek kellő mennyiségben rendelkezésre álltak.
| Névérték | Előoldal | Hátoldal | Méret       | Nyelv   | Évszám | Kibocsátás  | Visszavonás |
| -------- | -------- | -------- | ----------- | ------- | ------ | ----------- | ----------- |
| 20 Kčs   |          |          | 134 x 59 mm | cseh    | 1970   | 1971.04.01. | 1991.06.30. |
| 500 Kčs  |          |          | 153 x 67 mm | szlovák | 1973   | 1973.11.01. | 1993.02.07. |

### 1985-1989-es sorozat
A csehszlovák korona utolsó bankjegyeit az 1985-1989 között forgalomba hozott egységes sorozat képezte, ez 10, 20, 50, 100 és 1000 koronás címletekből állt, a szlovák nemzeti felkelés tematikájú 500 koronás kibocsátása a csehszlovákiai rendszerváltás, a bársonyos forradalom miatt azonban elmaradt. A 10 és 50 koronás szlovák, a 20, 100 és 1000 koronás címletek pedig cseh nyelvű feliratokkal készültek. A Klement Gottwald kommunista pártfőtitkár portréjával nyomtatott, 1989, október 1-én forgalomba helyezett 100 koronás címletet 1990. december 31-én kivonták a forgalomból. Csehszlovákia felbomlása után a sorozat 10,20, 50 és 1000 koronás címletét cseh, vagy szlovák felülbélyegzéssel ellátva, átmenetileg cseh koronaként, illetve szlovák koronaként használták, még az új cseh és szlovák bankjegyek kellő mennyiségben rendelkezésre álltak.
| Névérték | Előoldal | Hátoldal | Méret       | Nyelv   | Évszám | Kibocsátás            | Visszavonás |
| -------- | -------- | -------- | ----------- | ------- | ------ | --------------------- | ----------- |
| 10 Kčs   |          |          | 133 x 67 mm | szlovák | 1986   | 1986.07.01.           | 1993.02.07. |
| 20 Kčs   |          |          | 138 x 67 mm | cseh    | 1988   | 1988.10.01.           | 1993.02.07. |
| 50 Kčs   |          |          | 143 x 67 mm | szlovák | 1987   | 1987.10.01.           | 1993.02.07. |
| 100 Kčs  |          |          | 148 x 67 mm | cseh    | 1989   | 1989.10.01.           | 1990.12.31. |
| 500 Kčs  |          |          | 152 x 67 mm | szlovák | 1990   | nem került forgalomba | -           |
| 1000 Kčs |          |          | 158 x 67 mm | cseh    | 1985   | 1985.10.01.           | 1993.02.07. |

## 1992-es forgalomba nem került sorozat
Csehszlovákia jegybankja 1992-től tervezte egy új, 10, 20, 50, 100, 200, 500, 1000, 2000 és 5000 koronás címletekből álló bankjegysorozat kibocsátását Oldřich Kulhánek (1940-2013) tervei alapján, de ez az állam felbomlása miatt elmaradt. A koncepciót áttervezve az 1993-tól bevezetett, jelenleg is forgalomban lévő cseh korona bankjegyekhez használták fel.

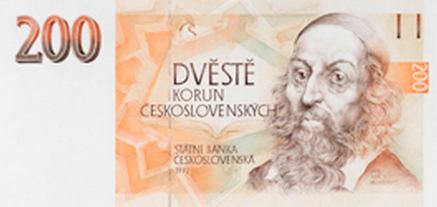
Csehszlovák 200 koronás bankjegyterv előoldala Comenius portréjával 1992-ből.
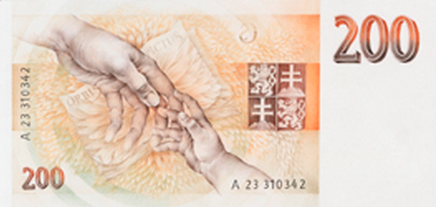
Csehszlovák 200 koronás bankjegyterv hátoldala 1992-ből.
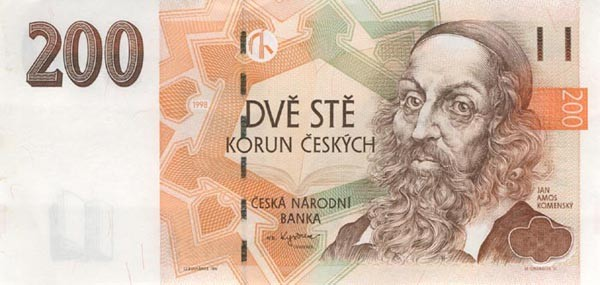
Az 1992-es csehszlovák bankjegyterv alapján készült 1993-as cseh 200 koronás bankjegy előoldala.

### Cseh és szlovák felülbélyegzések
1993-ban Csehszlovákia felbomlásakor a csehszlovák korona forgalomban lévő egyes címleteinek előoldalát cseh és szlovák felülbélyegzéssel ellátva cseh, illetve szlovák koronaként hozták forgalomba. Csehország csak a 100, 500 és 1000 koronás címleteket bélyegezte felül, Szlovákia pedig a 20, 50, 100, 500 és 1000 koronás címleteket. Ezek a felülbélyegzések ragasztott bélyeget jelentettek, kivéve a cseh 1000 koronás felülbélyegzéseket, mert ott ragasztott és nyomtatott felülbélyegzést egyaránt használtak. Ezek a felülbélyegzett bankjegyek csak rövid ideig, átmenetileg maradtak forgalomban, amíg kellő mennyiségű új cseh és szlovák bankjegy állt rendelkezésre.

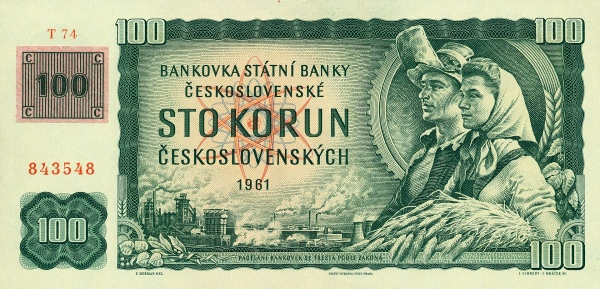
Ragasztott bélyeges cseh felülbélyegzéssel ellátott csehszlovák 100 koronás bankjegy.
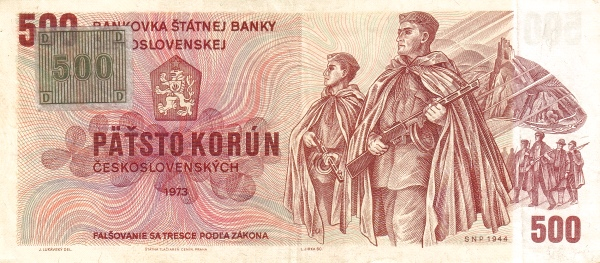
Ragasztott bélyeges cseh felülbélyegzéssel ellátott csehszlovák 500 koronás bankjegy.
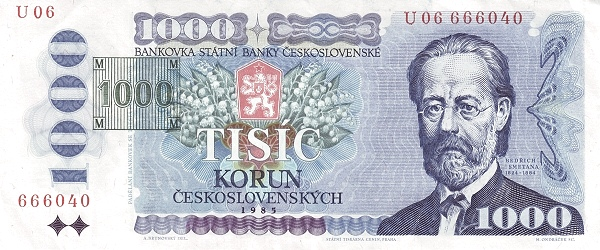
Nyomtatott cseh felülbélyegzéssel ellátott csehszlovák 1000 koronás bankjegy.